# The Beijer Institute of Ecological Economics
The Beijer Institute of Ecological Economics ist eine der weltweit führenden Institutionen im Bereich der umwelt- und ressourcenökonomischen Forschung. Sie wurde 1977 gegründet und unterliegt der Königlichen Schwedischen Akademie der Wissenschaften. Ihr Sitz befindet sich in Stockholm, als Direktor fungiert Carl Folke.

## Geschichte
Das Beijer-Institut wurde 1977 unter der Schirmherrschaft der Königlichen Schwedischen Akademie der Wissenschaften gegründet. 1991 erfolgte eine Reorganisation, infolge derer der Forschungsschwerpunkt auf Ökologische Ökonomie gelegt wurde. Das Ergebnis des ersten Forschungsprogramms nach der Reorganisation war der Band Biodiversity Loss: Economic and Ecological Issues mit Beiträgen von Martin Weitzman, Charles Perrings, C. S. Holling, Robert Costanza, Edward Barbier u. a.
Die Grundfinanzierung des Instituts wird von der Kjell and Märta Beijer Foundation gestiftet. Das Beijer Institute war maßgeblich am Aufbau des Stockholm Resilience Centre beteiligt.

## Forschungsprofil
Die Hauptaufgabe des Beijer-Instituts ist die Förderung von Forschung und Kooperation zwischen verschiedenen wissenschaftlichen Akteuren mit dem Ziel, die Beziehungen zwischen ökologischen Systemen und der gesellschaftlichen sowie wirtschaftlichen Entwicklung zu erforschen.
Die Kooperationen sollen Vertreter sowohl der Ökonomie und Ökologie als auch anderer, verwandter Disziplinen umfassen. Sie sollen sowohl Forschung als auch Lehre betreffen, auf nationaler und internationaler Ebene. Zu diesem Zweck organisiert das Institut internationale Forschungsvorhaben, Workshops und Konferenzen, Lehrgänge zum Thema Nachhaltigkeit und vermittelt Forschungsergebnisse an die Öffentlichkeit.

### Forschungsprogramme
- Aquakultur und  nachhaltige Fischproduktion (Aquaculture and Sustainable Seafood Production)
- Globale Dynamik und Resilienz (Global Dynamics and Resilience)
- Komplexe Systeme (Complex Systems)
- Urbane sozio-ökologische Systeme (Urban Social-Ecological Systems)
- Netzwerk „Verhaltensökonomik und Natur“ (Behavioral Economics and Nature Network)

## Ausgewählte Fellows
- Scott Barrett
- Gretchen Daily
- Partha Dasgupta
- Paul R. Ehrlich
- Simon Levin
- Charles Perrings
- Thomas Sterner

verstorben
- Kenneth Arrow
- C. S. Holling
- Karl-Göran Mäler
- Elinor Ostrom